# Karl von Linck

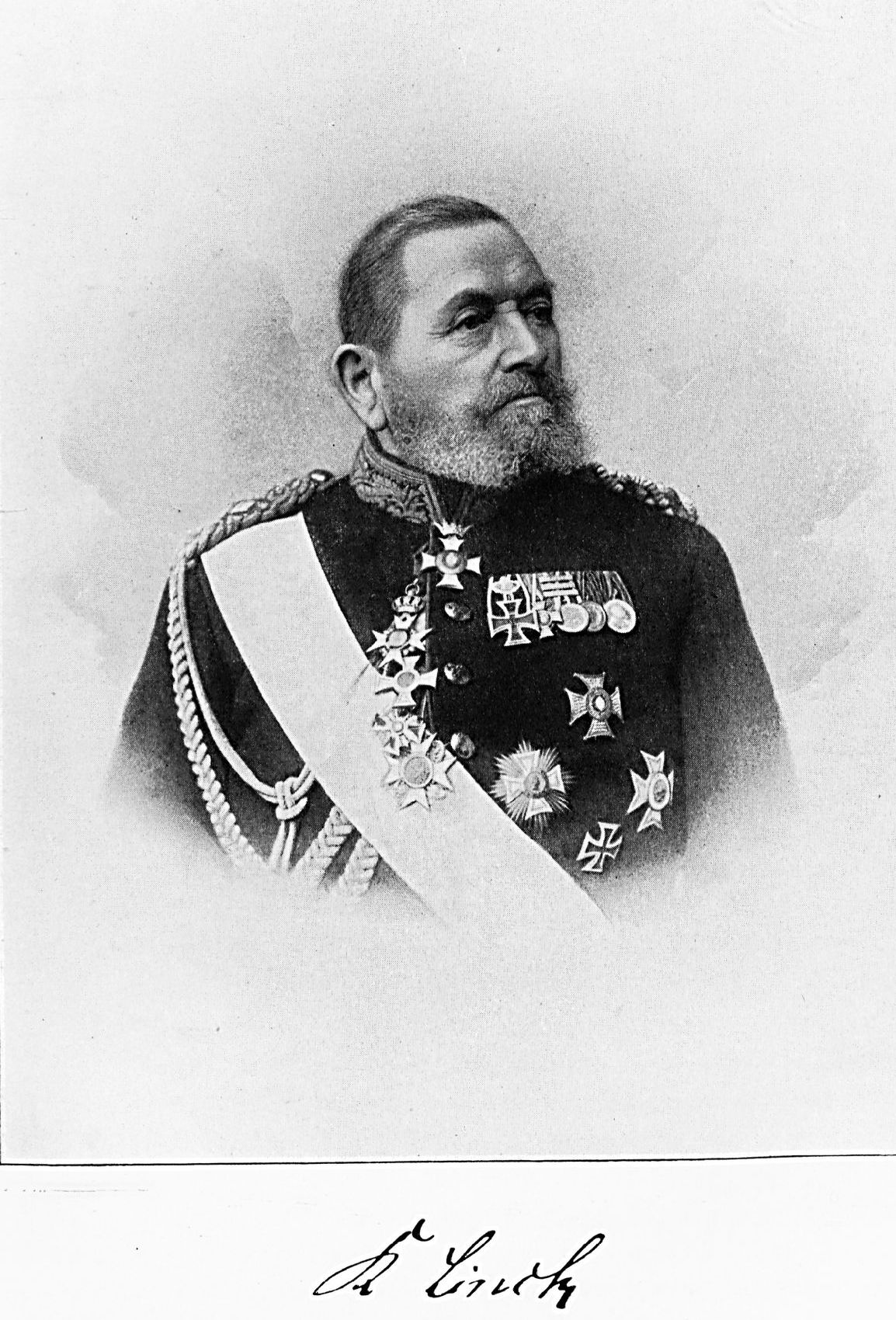
Karl von Linck

Karl Friedrich Gotthold Linck, seit 1869 von Linck (* 22. September 1825 in Ludwigsburg; † 11. November 1906 in Stuttgart) war ein württembergischer Generalleutnant.

## Leben
Linck war von 1862 bis 1865 als Hauptmann der Erzieher des späteren württembergischen Königs Wilhelms II. Er nahm am Deutsch-Französischen Krieg 1870/71 teil und wurde mit beiden Klassen des Eisernen Kreuzes ausgezeichnet. Nach 1871 war Linck Kommandeur des Grenadier-Regiments „König Karl“ (5. Württembergisches) Nr. 123 und wurde als Generalmajor am 17. November 1879 Kommandeur der 51. Infanterie-Brigade (1. Königlich Württembergische). In dieser Stellung stieg Linck Mitte Juni 1885 zum Generalleutnant auf, bis er schließlich am 10. Juli 1887 mit Pension zur Disposition gestellt wurde. Nach seiner Verabschiedung erhielt er am 30. November 1895 das Großkreuz des Militärverdienstordens.